# Marco Biagianti
Marco Biagianti (* 19. April 1984 in Florenz) ist ein italienischer Fußballspieler, der im defensiven Mittelfeld zum Einsatz kommt.

## Karriere
Marco Biagianti begann seine Karriere in der Jugend des AC Florenz. Da er sich bei diesem aber nicht durchsetzen konnte, wechselte er 2003 auf Leihbasis zu Alma Juventus Fano 1906, wo er sich sofort in der Startelf etablieren konnte. Wegen seiner guten Leistungen wurde er in der darauffolgenden Saison (2005/06) von Calcio Chieti verpflichtet, ebenfalls auf Leihbasis. Von dort aus folgte zur Saison 2005/06 frt Wechsel zu Vastese Calcio 1902, diesen Klub verließ er aber ebenfalls nach einer Saison in Richtung Catania. Bei Catania Calcio spielte er sieben Jahre und war dort über weite Strecken ein wichtiger Bestandteil der Startelf. 2013 wechselte er für eine Ablöse von 400.000 Euro zum AS Livorno. 2016 wechselte er zurück zu Catania Calcio.